# Saúl Leslie
Saúl Leslie (ur. 3 marca 1964) – panamski zapaśnik w stylu wolnym. Olimpijczyk z Los Angeles 1984, gdzie odpadł w eliminacjach w kategorii 57 kg. Brązowy medal na mistrzostwach Ameryki Centralnej w 1984 roku.